# او-۸۱ (کریگس‌مارینه)
او-۸۱ (به آلمانی: U-81) یک او-بوت کریگس‌مارینه از نوع ۷سی بود که در جریان جنگ جهانی دوم به عملیات پرداخت. این او-بوت در هفده گشت رزمی خود ۲۴ کشتی تجاری و ۲ کشتی جنگی دشمن با مجموع تناژ ۶۵ هزار تن را غرق کرد.

## تاریخچه عملیاتی

### گشت سوم
او-۸۱ به فرماندهی ناوسروان فریدریش گوگنبرگر، روز ۲۹ اکتبر سال ۱۹۴۱ سومین گشت رزمی خود را از برست آغاز کرد. این او-بوت در قالب گروه دوم از او-بوت‌های آلمانی قصد ورود به مدیترانه را داشت. به هر صورت، او-بوت تقریباً بلافاصله در خلیج بیسکی با دو هواگرد فرماندهی ساحلی نیروی هوایی بریتانیا مواجه شد و مورد حمله آن‌ها قرار گرفت. با وجود صدمات جدی وارد آمده به آن در اثر آتش مسلسل‌ها و خرج‌های عمقی هواگردهای دشمن، او-۸۱ موفق به گریز از مهلکه و بازگشت به پایگاه در برست جهت تعمیر شد.
او-۸۱ مجدداً روز ۴ نوامبر راهی دریا شد و خود را بعد از ظهر روز ۱۲ نوامبر به آب‌های غرب تنگه جبل‌الطارق، ورودی مدیترانه، رساند. با توجه حفاظت شدید از این تنگه توسط شناورهای بریتانیایی، تصمیم به گذر شبانه از آن گرفته شد. فرمانده او-بوت قصد داشت بر روی سطح در نزدیکی ساحل شمالی با بهره‌گیری از مزیت جریان آب درون‌رونده این عمل را صورت دهد. او-۸۱ به زیر سطح رفت و منتظر شب ماند. او-بوت حدود ساعت شش عصر به سطح آمد و در شبی بدون مهتاب با سرعت ۱۸ گره رو به شرق رفت. نزدیکی تاریفا او-بوت لحظاتی درون حلقه نور چرخان گشت ساحلی دشمن افتاد اما شناسایی نشد. حدود دو ساعت بعد گذر از تنگه حاصل گردید و او-بوت به عمق پریسکوب رفت تا شب را با سرعت کمتری راهپیمایی کند.
سپیده دم روز ۱۳ نوامبر فرماندهی عالی قرار ملاقاتی بین او-۸۱ و او-۲۰۵ که پشت سز آن وارد مدیترانه شده بود، گذاشت. دو او-بوت می‌بایست اسکادرانی از کشتی‌های جنگی بریتاینایی را که روز پیش توسط هواگردهای شناسایی ایتالیایی در نزدیکی دماغه گاتا شناسایی شده بود، موقعیت‌یابی می‌کردند و مورد حمله قرار می‌داند. به هر صورت تلاش او-۸۱ برای برقرار ارتباط با او-۲۰۵ ثمربخش نبود. با این حال او-بوت توانست کشتی‌های جنگی دشمن را در محدوده مورد اشاره بیابد. این کاروان شامل ناو هواپیمابر آرک رویال، نبردناو مالایا و چند ناوشکن محافظ بود. او-بوت خود را به نزدیک‌ترین فاصله ممکن از کاروان رساند و هر چهار اژدر جلویی خود را به سمت ناو هواپیمابر شلیک کرد. سه اژدر به خطا رفت اما چهارمی به هدف اصابت نمود. آرک رویال بلافاصله متوقف و به شدت به سمت راست خم شد. پیش از صورت گرفتن واکنش کُند شناورهای محافظ، او-بوت به عمق دریا رفت و مقداری از محل دور شد. هنگامی که تصور می‌شد خطر رفع شده‌است، ناگهان خرج‌های عمقی در اطراف آن منفجر گشت. در عرض چند ساعت آینده بیش از صد خرج عمقی توسط ناوشکن‌ها به سمت او-۸۱ پرتاب شد که البته جز چند شیشه شکسته درون آن آسیب دیگری به همراه نداشت. بریتانیایی‌ها سعی کردند آرک رویال را به سمت جبل‌الطارق یدک بشکند اما در هر صورت ناوهواپیمابر به همراه تمامی هواگردهای خود میانه راه غرق شد. تنها یک نفر در در اثر انفجار اولیه اژدر جان باخت؛ مابقی خدمه نجات داده شدند.